# Newry (Pennsylvanie)
Pour les articles homonymes, voir Newry (homonymie).
Newry est un borough situé au sud du comté de Blair, en Pennsylvanie, aux États-Unis,. En 2010, il comptait une population de 270 habitants. Il est incorporé en janvier 1876.

## Démographie
Lors du recensement de 2010, le borough comptait une population de 270 habitants. Elle est estimée, le 1er juillet 2019, à 280 habitants.

### Source de la traduction
- (en) Cet article est partiellement ou en totalité issu de l’article de Wikipédia en anglais intitulé « Newry, Pennsylvania » (voir la liste des auteurs).